# Frisoni
Frisoni is een Italiaans historisch merk van scooters en motorfietsen.
De firmanaam was: Electro Meccanica Luigi Frisoni, Gallarate.
Frisoni bouwde van 1952 tot 1957 mooie 160cc-scooters en lichte motorfietsen met 123cc-Villiers-tweetaktblokken.